# St. Helena (Nebraska)
Pour les articles homonymes, voir Saint Helena (homonymie).
St. Helena est un village du comté de Cedar, Nebraska, États-Unis. La population est de 96 habitants au recensement de 2010.

## Géographie
Le village occupe une surface de  1 km2, surface entièrement terrestre.

## Démographie (2000)
Au recensement de 2000, le village est composé de 86 habitants répartis en 37 foyers et 26 familles y résident. La densité de population est de 79,1 h/km2.
Sur les 37 foyers, 29,7 % ont un enfant de moins de dix-huit ans, 64,9 % sont des couples mariés, 2,7 % sont constitués d'une femme à la maison vivant seule et 29,7 % ne sont pas une famille. 16,2 % ont parmi eux une personne de plus de soixante-cinq ans. La taille moyenne du foyer est de 2,88 personnes.
Dans le village 24,4 % des habitants ont moins de 18 ans, 2,3 % entre 18 et 24 ans, 24,4 % entre 25 et 44 ans, 31,4 % entre 45 et 64 ans et 17,4 % plus de 65 ans. L'âge moyen est de 42 ans. Pour 100 femmes il y a 95,5 hommes. Pour 100 femmes de 18 ans et plus il y a 97 hommes.
Le revenu moyen d'un foyer est de 41 875 $, et le revenu moyen d'une famille est de 46 563 $. Les hommes ont un revenu moyen de 26 667 $, les femmes de 16 806 $. Le revenu par tête est de 18 394 $. Aucun habitant ou famille ne vit sous le seuil de pauvreté.

## Personnalités notables
- Justin Bruening, acteur et mannequin